# La French
La French (Engelse titel: The Connection) is een Franse film uit 2014 onder regie van Cédric Jimenez. De film ging in première op 10 september op het Internationaal filmfestival van Toronto.

## Verhaal
De film is geïnspireerd op de waargebeurde gebeurtenissen van de French Connection, een heroïnesmokkel van Turkije naar Frankrijk en zo naar de Verenigde Staten en Canada. Deze smokkel begon in de jaren dertig en bereikte zijn piek eind jaren zestig en begin jaren zeventig.
Marseille, 1975. De jonge magistraat Pierre Michel arriveert met zijn familie uit Metz. Hij is net benoemd tot misdaadrechter en is vastbesloten de maffiaorganisatie aan te pakken die verantwoordelijk is voor de internationale heroïnesmokkel. Ondanks het advies van zijn entourage gaat hij achter Gaëtan Zampa aan, het onaantastbare hoofd van de misdaadorganisatie.

## Rolverdeling
| Acteur           | Personage           |
| ---------------- | ------------------- |
| Jean Dujardin    | Pierre Michel       |
| Gilles Lellouche | Gaëtan Zampa        |
| Céline Sallette  | Jacqueline Michel   |
| Mélanie Doutey   | Christiane Zampa    |
| Guillaume Gouix  | José Alvarez        |
| Benoît Magimel   | Le Fou              |
| Bernard Blancan  | Lucien Aimé-Blanc   |
| Bruna Todeschini | bankier             |
| Moussa Maaskri   | Franky Manzoni      |
| Féodor Atkine    | Gaston Defferre     |
| John Flanders    | kapitein van de DEA |
| Gérard Meylan    | Ange Mariette       |
| Myriem Akheddiou | Melle Aissani       |
| Éric Godon       | advocaat van Zampa  |
| Pauline Burlet   | Lily                |

## Prijzen & nominaties
| jaar | prijs                                 | categorie        | genomineerde(n) | uitslag     |
| ---- | ------------------------------------- | ---------------- | --------------- | ----------- |
| 2014 | Internationaal filmfestival van Tokio | Tokyo Grand Prix | Cédric Jimenez  | Genomineerd |